# New Boston (Texas)
New Boston es una ciudad ubicada en la ribera derecha del río Rojo, en el condado de Bowie en el estado estadounidense de Texas. En el Censo de 2010 tenía una población de 4.550 habitantes y una densidad poblacional de 533,65 personas por km².

## Historia
La Expedición Río Rojo, encargada por el presidente Thomas Jefferson para encontrar las fuentes del río Rojo, fue interceptada en 1806 cerca del actual emplazamiento de New Boston y obligada a regresar río abajo.

## Geografía
New Boston se encuentra ubicada en las coordenadas 33°27′40″N 94°25′9″O / 33.46111, -94.41917, en la ribera derecha del río Rojo. Según la Oficina del Censo de los Estados Unidos, New Boston tiene una superficie total de 8.53 km², de la cual 8.52 km² corresponden a tierra firme y (0.06%) 0.01 km² es agua.

## Demografía
Según el censo de 2010, había 4.550 personas residiendo en New Boston. La densidad de población era de 533,65 hab./km². De los 4.550 habitantes, New Boston estaba compuesto por el 75.96% blancos, el 18.55% eran afroamericanos, el 0.77% eran amerindios, el 0.46% eran asiáticos, el 0.04% eran isleños del Pacífico, el 1.78% eran de otras razas y el 2.44% pertenecían a dos o más razas. Del total de la población el 4.48% eran hispanos o latinos de cualquier raza.